# Пелагон
Пелагон (грч. Πελάγων, -όνος) је у грчкој митологији било име више личности.

## Етимологија
Име Пелагон значи „од мора“.

## Митологија
- Син Асопа и Метопе, кога је Диодор називао Пелазгом.[2]
- Амфидамантов син у Фокиди.[2] Имао је говеда међу којима је Кадмо угледао краву са белегом у виду месеца. Купио је ту краву и следио је све док животиња није пала од умора. Ту је основао град Тебу, по савету пророчице Питије.[3]
- Према Хомеровој „Илијади“ и Овидијевим „Метаморфозама“, био је човек из Ликије, Сарпедонов пратилац, један од ловаца на Калидонског вепра.[2] У Тројанском рату је помогао Сарпедону када га је Тлеполем ранио копљем.[4] Хомер је у „Илијади“ поменуо још једну личност са овим именом.[2]
- Према Паусанији и Еустатију, један од Хиподамијиних просилаца.[2]

## Напомена
У грчкој митологији се помиње и јунак са сличним именом, Пелегон.